# Svinesund

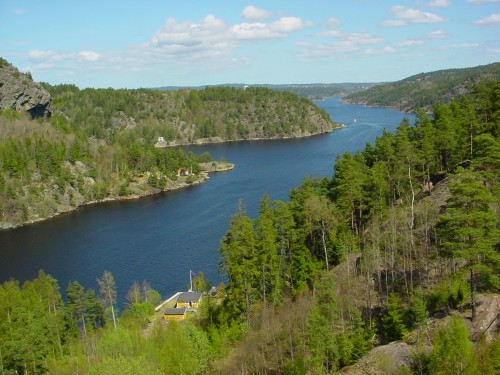
Svinesund

Svinesund je mořská úžina mezi Norskem a Švédskem.
Vedou přes ni dva svinesundské mosty (starý a nový), na obou se vybírá mýtné. Na švédské straně se nachází velká nákupní oblast, která je hojně navštěvována Nory kvůli výhodnějším cenám.
Švédsko i Norsko mají na svých stranách celnice. Projíždějící vozidla jsou pravidelně zastavována a prohledávána, nejde ale o klasické hraniční kontroly.